# Saori Ōnishi
Saori Ōnishi (大西 沙織?, Ōnishi Saori; Prefettura di Chiba, 6 agosto 1992) è una doppiatrice giapponese.
È affiliata con I'm Enterprise. Ha interpretato La Folia Rihavein nel suo primo ruolo da protagonista nella serie anime Strike the Blood. È nota per i suoi ruoli come Eriri Spencer Sawamura in Saekano: How to Raise a Boring Girlfriend, Ais Wallenstein in DanMachi e Vignette April Tsukinose in Gabriel DropOut. Ha vinto il premio come migliore attrice non protagonista e il premio della personalità al 12° Seiyu Awards.

## Biografia
Ōnishi ha iniziato ad aspirare a diventare un'attrice alle elementari, mentre guardava la televisione. Anche le esibizioni di doppiaggio di doppiatrici come Maaya Sakamoto e Sanae Kobayashi l'hanno ispirata a intraprendere la professione. Durante gli anni delle scuole elementari e medie, faceva parte di un club di bande di ottoni. Sebbene facesse parte della classe di scienze al liceo, ha deciso di non entrare in nessun club, preferendo invece frequentare una scuola di formazione per recitazione vocale.
Ōnishi ha iniziato la sua carriera di doppiatrice nel 2012, inizialmente doppiando personaggi in numerosi radiodrammi, prima di passare a ruoli secondari negli anime. Il suo primo ruolo da protagonista in un anime è stato quello di La Folia Rihavein in Strike the Blood.
Nel 2014, è stata scelta per interpretare Jamie Hazaford nella serie anime Argevollen, Emi Murakami nella serie anime Jinsei, e Kanon Chiyoda nella serie anime Mahōka kōkō no rettōsei. Nel 2015, Ōnishi ha interpretato Eriri Spencer Sawamura nella serie anime Saekano: How to Raise a Boring Girlfriend. Ha interpretato i ruoli di Ais Wallenstein in DanMachi, Hisako Arato in Food Wars! - Shokugeki no Soma, e Miyuki Kujō in Ore ga ojō-sama gakkō ni "shomin sample" toshite rachirareta ken. Nel 2016, ha interpretato i ruoli di Kazuha Shibasaki in Girlish Number, Non Toyoguchi in Keijo!!!!!!!!, Madoka Amano in Active Raid, e Ai Ninomiya in Amanchu!. Nell'agosto 2016 ha visitato Hong Kong per promuovere il gioco Ys VIII: Lacrimosa of Dana, dove interpreta il ruolo di Dana. Nel 2017, Ōnishi ha interpretato il ruolo di Vignette April Tsukinose nella serie anime Gabriel DropOut; lei e le co-protagoniste Miyu Tomita, Naomi Ōzora e Kana Hanazawa hanno eseguito il tema di apertura della serie "Gabriel Drop Kick" e il tema di chiusura Hallelujah Essaim. Ha doppiato anche Muramasa Senju in Eromanga Sensei, Marie Bell Breguet in Clockwork Planet, e Kuro in Restaurant to Another World. Nel 2018, ha interpretato Hiyori Jūjō in Katana Maidens - Toji no miko, Ruka Irokawa in Comic Girls, e Belzebù in As Miss Beelzebub Likes. Nel 2019, ha interpretato Nagi Kirima in Boogiepop and Others e Kaori Shirasaki in Arifureta - Il più forte del mondo con un mestiere comune. Nel 2020 invece ha interpretato White Queen nei due film anime Date A Bullet: Dead or Bullet e Date A Bullet: Nightmare or Queen.

## Doppiaggio

### Anime
2012
- AKB0048 - La sorella minore di Yūka Ichijō
- Little Busters! - Yamazaki
- Koi to senkyo to chocolate - studentessa C
- Say "I love you" - Akane
- Tari Tari - Masami Ōtani, Ganba Pink
- Sakura-sō no pet na kanojo - Shiho Fukaya

2013
- AKB0048 next stage - La sorella minore di Yūka Ichijō, Donna B
- A Certain Scientific Railgun S - Studentessa C (ep. 1)
- Golden Time - Studentessa B (ep 1), Commessa ambulante (ep 2), Donna credente 2 (ep 3), Ragazza nobile A (ep 9), Ospite 2 (ep 12), Ragazza B (ep 13, 17, 19)
- Kotoura-san - Kaoru, Rappresentante di classe (ep 5), Studentessa liceale (ep 9), Voce al cellulare (ep 7), Ragazzo B (ep 11)
- Little Busters! Refrain - Bambino C (ep 8)
- Miss Monochrome: The Animation - Idol (ep 10)
- Yahari ore no seishun love kome wa machigatteiru - Studentessa (ep 1), Controllora del volontariato (ep 10)
- Ore no imōto ga konna ni kawaii wake ga nai 2 - Ragazza (ep 1)
- Senki Zesshō Symphogear G - Ayumu Takasaka
- Strike the Blood - La Folia Rihavein, Le ragazze di Oshiana
- The Devil Is a Part Timer! - Donna (ep 5)
- Unbreakable Machine-Doll - Ragazza A (sorella maggiore) (ep 1)
- Watashi ga motenai no wa dō kangaetemo omaera ga warui! - Ragazza con la naginata (ep 4)
- Yuyushiki - Studentessa 1 (ep 2), Studentessa 2 (ep 1)

2014
- Argevollen - Jamie Hazaford[6]
- Bladedance of Elementalers - Fianna Ray Ordesia[23]
- Jinsei - Emi Murakami[24]
- Wixoss - Piruluk (ep 2-3-6)[25]
- Mahōka kōkō no rettōsei - Kanon Chiyoda

2015
- Food Wars! - Shokugeki no Soma - Hisako Arato[9]
- Gate - Mamina
- Kinmoza! - Akari Kuzehashi[26]
- DanMachi - Ais Wallenstein[8]
- Is the Order a Rabbit? - Yura Karede
- Jewelpet: Magical Change - Sanagi, Butterfly
- Mikagura School Suite - Seisa Mikagura[27]
- Monster Musume - Doppel[28]
- Saekano: How to Raise a Boring Girlfriend - Eriri Spencer Sawamura[7]
- Ore ga ojō-sama gakkō ni "shomin sample" toshite rachirareta ken - Miyuki Kujō[10]
- Tantei Opera Milky Holmes - Crescendo
- The Asterisk War - Laetitia Blanchard
- Otaku Teacher - Makina Momozono[29]
- Valkyrie Drive: Mermaid - Rain Hasumi[30]

2016
- Active Raid - Madoka Amano[11]
- Amanchu! - Ai Ninomiya[12]
- Shin-chan - Ruriko[31]
- Flip Flappers - Irodori-senpai
- Food Wars! The Second Plate - Hisako Arato[9]
- Girlish Number - Kazuha Shibasaki[32]
- Haruchika - Rappresentante di classe (ep 9)
- Heavy Object - Charlotte Zoom[33]
- Hundred - Nesat
- Keijo!!!!!!!! - Non Toyoguchi[34]
- Lostorage Incited Wixoss - Kiyoi Mizushima
- Please Tell Me! Galko-chan - Kibami (ep 7), Cassiera (ep 8)
- Taboo Tattoo - Manisha (ep 6)
- Saiki Kusuo no psi-nan - Proprietaria di un animale domestico (ep 7)
- Mononokean l'imbronciato - Anmo-hime
- Saijaku muhai no Bahamut - Altelize Mayclair
- Working!! - Donna 2 (ep 1)

2017
- Clockwork Planet - Marie Bell Breguet[16]
- Eromanga-sensei - Muramasa Senju[15]
- Food Wars! The Third Plate - Hisako Arato[9]
- Fūka - Hibiki Haruna[35]
- Gabriel DropOut - Vignette April Tsukinose[14]
- DanMachi: Sword Oratoria - Ais Wallenstein[8]
- Guru Guru - Il girotondo della magia - Runrun (ep 3-4, 7, 10-12, 15)
- Restaurant to Another World - Kuro[17]
- Saekano: How to Raise a Boring Girlfriend Flat - Eriri Spencer Sawamura

2018
- Alice or Alice - Ruha[36]
- Amanchu! Advance - Ai Nonomiya[12]
- As Miss Beelzebub Likes - Beelzebub[20]
- Comic Girls - Ruki Irokawa[19]
- Food Wars! Shokugeki no Soma: The Third Plate: Totsuki Ressha-hen - Hisako Arato
- Katana Maidens - Toji no miko - Hiyori Jūjō e Mini Toji[18]
- Lostorage conflated WIXOSS - Kiyoi Mizushima
- Overlord - Lumière
- Ulysses: Jeanne d'Arc and the Alchemist Knight - Charlotte[37]
- Uma Musume Pretty Derby - Mejiro McQueen[38]

2019
- Aikatsu Friends! - Alicia Charlotte[39]
- Arifureta - Il più forte del mondo con un mestiere comune - Kaori Shirasaki[22]
- Boogiepop and Others - Nagi Kirima[21]
- Isekai Cheat Magician - Arcena
- Danmachi II - Ais Wallenstein[8]
- We Never Learn - Sawako Sekijou
- YU-NO: A Girl Who Chants Love at the Bound of this World - Mitsuki Ichijō[40]

2020
- Haikyuu!! To The Top - Kanoka Amanai
- DanMachi III - Ais Wallenstein[41]
- Is the Order a Rabbit? BLOOM - Yura Karede
- Monster Girl Doctor - Saphentite Neikes[42]

2021
- Blue Period - Hanako Sakuraba[43]
- LBX Girls - Kyōka[44]
- Osamake - Maria Momosaka[45]
- Restaurant to Another World 2 - Kuro[17]
- Selection Project - Seira Kurusu[46]
- Shadows House - Sarah/Mia[47]
- Sonny Boy - Nozomi[48]
- Uma Musume Pretty Derby 2 - Mejiro McQueen[38]

2022
- Arifureta - Il più forte del mondo con un mestiere comune 2 - Kaori Shirasaki[22]
- Don't Hurt Me, My Healer! - Signora Ciclope[49]
- Engage Kiss - Linhua Hachisuka[50]
- Extreme Hearts - Tomo Miyasiro[51]
- Girls' Frontline - Micro Uzi, M14[52]
- DanMachi IV - Ais Wallenstein
- Love of Kill - Chateau Dankworth[53]
- Management of Novice Alchemist - Iris Lotze[54]
- Orient - Shunrai Yamamoto[55]
- Platinum End - Yuri Temari[56]
- Shikimori's Not Just a Cutie - Shikimori[57]
- Skeleton Knight in Another World - Yuriarna[58]

2023
- Rurouni Kenshin - Megumi Takani
- Malevolent Spirits: Mononogatari - Tsubaki Kadomori[59]

2024
- The Ossan Newbie Adventurer, Trained to Death by the Most Powerful Party, Became Invincible - Reanette Elfelt

### Film
2013
- Aura: Maryūin Kōga saigo no tatakai - Sahara
- The Garden of Sinners: Future Gospel - Naomi

2016
- selector destructed WIXOSS - Piruluk

2019
- È sbagliato cercare di incontrare ragazze in un Dungeon? - Il film: La freccia di Orione - Ais Wallenstein
- Saekano the Movie: Finale - Eriri Spencer Sawamura

2020
- Date A Bullet: Dead or Bullet e Date A Bullet: Nightmare or Queen - White Queen

2021
- Tokyo 7th Sisters Movie: Bokura wa Aozora ni Naru - Alessandra Susu[60]
- Kin-iro Mosaic: Thank you!! - Akari Kuzehashi[61]

2024
- Dead Dead Demon's Dededededestruction - Hikari Sumaru

### Videogiochi
2014
- Granblue Fantasy - Milleore, Mejiro McQueen
- Hyperdevotion Noire: Goddess Black Heart - Ein Al[62]
- Tokyo 7th Sisters - Alessandra Susu[63]

2015
- Makai Shin Trillion - Mammon[64]
- Under Night In-Birth Exe:Latest - Phonon[65]
- Nights of Azure - The First Saint

2016
- Gundam Breaker 3 - Misora[66]
- Girls' Frontline - M14, Micro Uzi[67]
- Ys VIII: Lacrimosa of Dana - Dana Iclucia

2017
- School Girl/Zombie Hunter - Risa Kubota
- Fire Emblem Heroes - Lachesis, Sophia
- Azur Lane - IJN Maya
- Our World is Ended - Natsumi Yuuki
- Dead or Alive Xtreme 3 Venus Vacation - Tamaki[68]
- Shinobi Master Senran Kagura: New Link - Tamaki, Ais Wallenstein

2018
- Alice Gear Aegis - Virginia Glynnberets[69]
- Gal*Gun 2 - voci aggiuntive
- Dragalia Lost - Chelle

2019
- Dead or Alive 6 - Tamaki[70]
- WACCA - Elizabeth
- Ash Arms - Flakpanzer IV 20mm Wirbelwind, Avro Lancaster Mk.I
- Exos Heroes - Rera
- Pokémon Masters EX - Neride

2021
- Uma Musume Pretty Derby - Mejiro McQueen[71]
- Artery Gear: Fusion - Nina
- Counter:Side - Maekawa Natsumi (Kang Soyoung)
- Blue Archive - Himuro Sena
- Gate of Nightmares - Lumina[72]

2022
- Azure Striker Gunvolt 3 - Sistina
- Alice Gear Aegis CS: Concerto of Simulatrix - Virginia Glynnberets

2023
- Master Detective Archives: Rain Code - Fubuki Clockford
- Honkai: Star Rail - Ruan Mei
- Granblue Fantasy: Versus Rising - Mejiro McQueen

2024
- Under Night In-Birth II Sys:Celes - Phonon

2025
- Venus Vacation Prism: Dead or Alive Xtreme - Tamaki

### Radio
Kakuma Ai e Onishi Saori no Can-chome Can-banchi (加隈亜衣・大西沙織のキャン丁目キャン番地) - Niconico
7-Eleven presenta Sakura toshitai Onishi (セブン-イレブン presenta 佐倉としたい大西) - Nippon Cultural Broadcasting
A&G TRIBAL RADIO AGSON (A&G TRIBAL RADIO エジソン) - Nippon Cultural Broadcasting

### Doppiaggio
- Non siamo più vivi - Min Eun-ji[73]
- A casa dei Loud - Lynn Loud
- I Casagrande - Lynn Loud